# Joachim von Sandrart
Joachim von Sandrart (Frankfurt am Main, 1606. május 12. – Nürnberg, 1688. október 14.) német festő, rézmetsző és művészettörténész.

## Élete
Meian és Sadeler rézmetszőknek és Utrechtben Honthorst festőnek volt tanítványa, ez utóbbival ment el Angol- és 1627-ben Olaszországba is. Rómában VIII. Orbán pápa számára több képet festett, rajzokat készített a Galeria Giustiniana gyűjtemény (2 kötet, Róma, 1631), a Zeiler-féle Itineararium Italiae és a Gottfried-féle Archontologia cosmica rézmetszeteihez. 1635-ben Frankfurtban, kevéssel azután Amszterdamban telepedett le. Itt festette meg a 12 hónapot, a napot és az éjt ábrázoló allegóriai képeit (schleissheimi képtár). 1649-ben Nürnbergbe ment és az ott tartózkodó követek képmásain kívül megfestette az 1649. szeptember 25-iki híres békelakoma nagy képét (nürnbergi városháza), utóbb pedig Bécsben III. Ferdinánd császár és az uralkodóház egyéb tagjainak képmásait. Festményei közül, melyek különben kevés alkotó erőről, eredetiségről tanúskodnak, két arckép a budapesti országos képtárban van (422., 432. sz.). Irodalmi művei közül különösen fontos művészettörténeti forrás a Teutsche Akademie der edlen Bau-, Bild- und Malereikünste (2 kötet, Nürnberg, 1675–79; javított kiadás 8 kötet, uo. 1768–75).